# Zikanapis funeraria
Zikanapis funeraria là một loài Hymenoptera trong họ Colletidae. Loài này được Moure mô tả khoa học năm 1964.